# Exomalopsis aequabilis
Exomalopsis aequabilis är en biart som beskrevs av Timberlake 1980. Exomalopsis aequabilis ingår i släktet Exomalopsis och familjen långtungebin. Inga underarter finns listade i Catalogue of Life.